# Bonamia elliptica
Bonamia elliptica là một loài thực vật có hoa trong họ Bìm bìm. Loài này được (L.B. Sm. & B.G. Schub.) Myint & D.B. Ward mô tả khoa học đầu tiên năm 1968.